# 21388 Моянодеберт
21388 Моянодеберт (21388 Moyanodeburt) — астероїд головного поясу, відкритий 20 березня 1998 року.
Тіссеранів параметр щодо Юпітера — 3,610.